# Dinar

Państwa aktualnie używające dinarów oznaczono kolorem ciemnozielonym. Państwa w przeszłości używające dinarów oznaczono kolorem jasnozielonym. Państwa jugosłowiańskie zostały umieszczone w lewym dolnym rogu. Dodatkowo w Iranie dinar irański jako jednostka zdawkowa; nie oznaczony na mapie.

Dinar – złota moneta arabska, bita od VII do XV wieku, używana głównie w handlu międzynarodowym. Początkowo moneta ważyła około 4,25 grama.

## Historia
Słowo „dinar” jest transliteracją arabskiego słowa ‏دينار‎ (dīnār) zapożyczonego (poprzez syryjskie dīnarā) z greckiego δηνάριον (denárion), pochodnej od łacińskiego dēnārius. Złoty dinar był jedną z pierwszych islamskich monet, będącą odpowiednikiem bizantyjskiego denarius auri. Złota moneta znana jako dīnāra została również sprowadzona do Indii przez państwo Kuszanów w I wieku, a następnie przejęta przez imperium Guptów i ich spadkobierców aż do VI wieku.

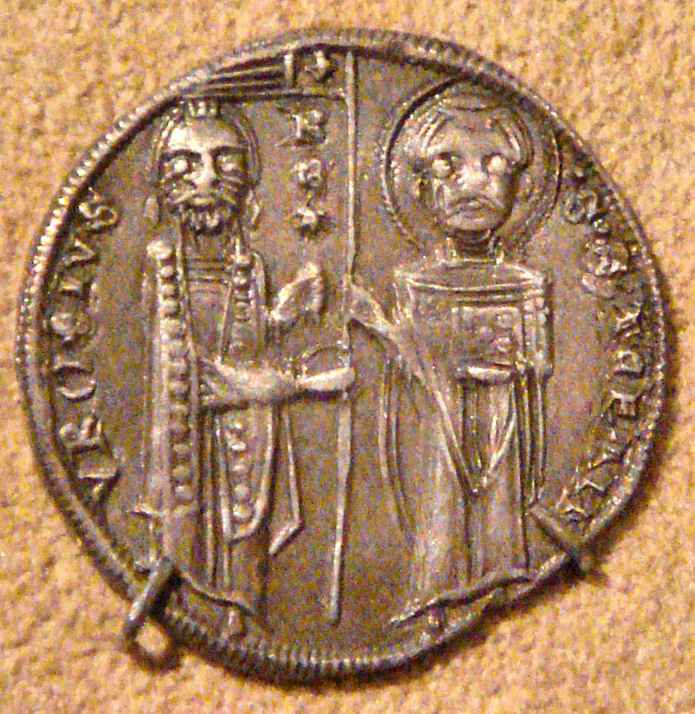
Srebrny dinar z czasów panowania serbskiego króla Stefana Urosza I (1243–1276)

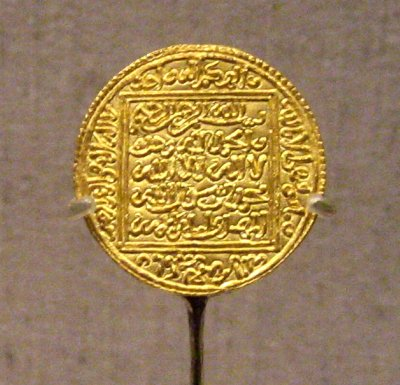
Złoty dinar pochodzący z Afryki Północnej lub Hiszpanii (kon. XII w.)

## Środek płatniczy

### Państwa aktualnie wykorzystujące dinary lub walutę o podobnej nazwie
| Państwo            | Waluta           | Kod ISO 4217                |
| ------------------ | ---------------- | --------------------------- |
| Algieria           | dinar algierski  | DZD                         |
| Bahrajn            | dinar bahrajski  | BHD                         |
| Irak               | dinar iracki     | IQD                         |
| Iran               | dinar irański*   | nd.                         |
| Jordania           | dinar jordański  | JOD                         |
| Kuwejt             | dinar kuwejcki   | KWD                         |
| Libia              | dinar libijski   | LYD                         |
| Macedonia Północna | denar macedoński | MKN (1992–1993) MKD (1993−) |
| Serbia             | dinar serbski    | RSD                         |
| Tunezja            | dinar tunezyjski | TND                         |

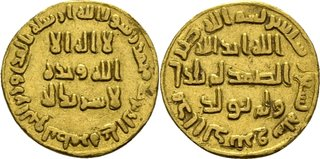
Dinar umajjadzkiego kalifa Abd al-Malika (685–705)

* Zdawkowy dinar irański początkowo jako 1/1250, następnie 1/100 jednostki podstawowej – riala irańskiego (wobec niskiej wartości riala dinar wyszedł z użycia).

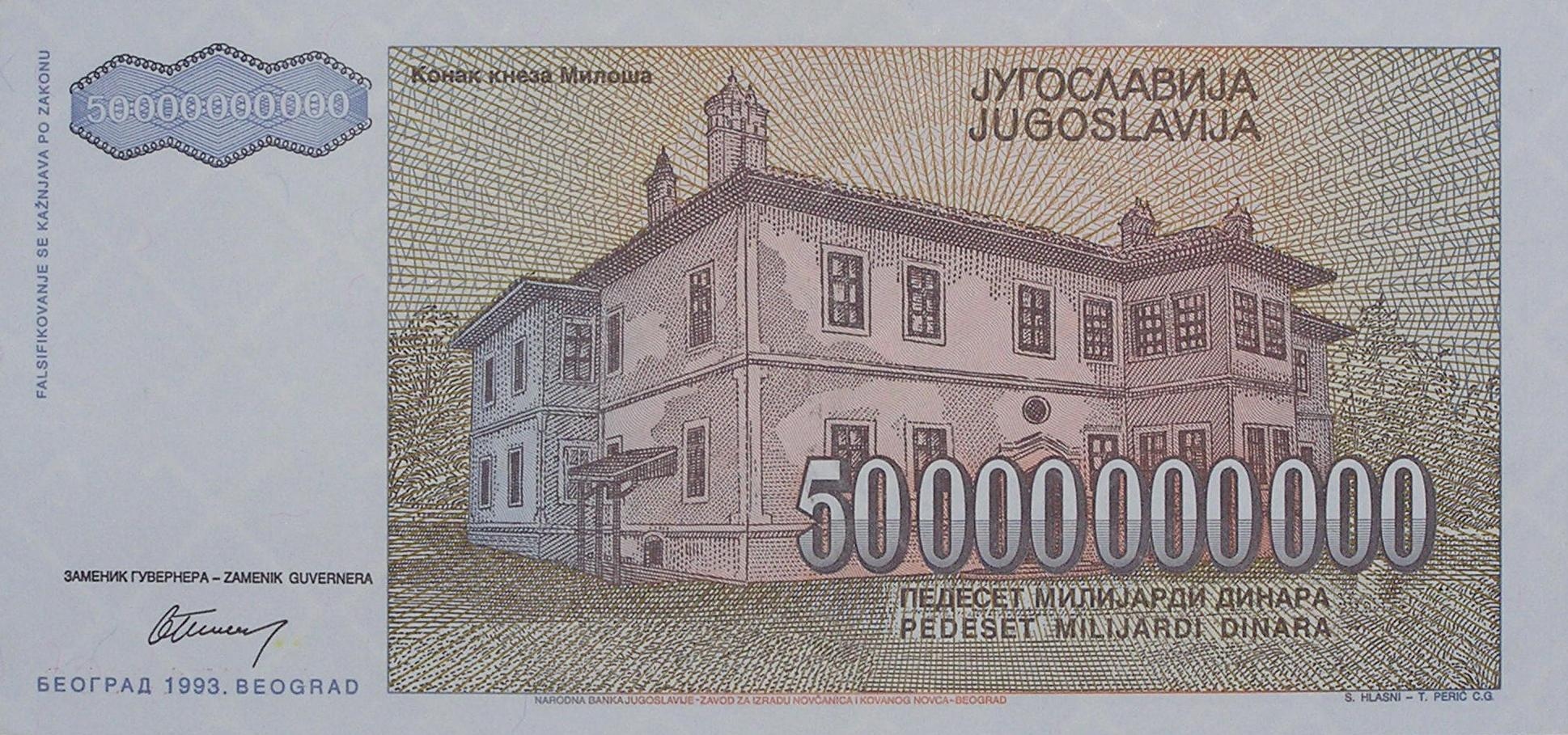
50 miliardów dinarów jugosłowiańskich z 1993

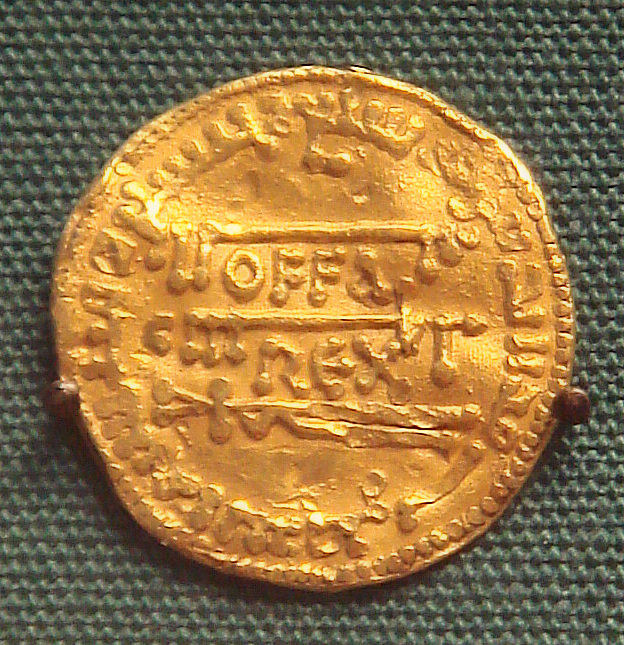
Mancus, czyli imitacja złotego dinara anglosaskiego króla Offy, łącząca napis łaciński z arabskimi

### Państwa wykorzystujące dinary w przeszłości
| Państwo                                                                                             | Waluta                    | Kod ISO 4217                                                                          | Używano w latach | Zamieniona na  |
| --------------------------------------------------------------------------------------------------- | ------------------------- | ------------------------------------------------------------------------------------- | ---------------- | -------------- |
| Abu Zabi                                                                                            | dinar bahrajski           | BHD                                                                                   | 1966–1973        | dirham         |
| Bośnia i Hercegowina                                                                                | dinar bośniacki           | BAD                                                                                   | 1992–1998        | marka zamienna |
| Chorwacja                                                                                           | dinar chorwacki           | HRD                                                                                   | 1991–1994        | kuna           |
| Jemen Południowy                                                                                    | dinar południowojemeński  | YDD                                                                                   | 1965–1990        | rial jemeński  |
| Republika Serbska                                                                                   | dinar Republiki Serbskiej | nd.                                                                                   | 1992–1998        | marka zamienna |
| Republika Serbskiej Krajiny                                                                         | dinar Krajiny             | nd.                                                                                   | 1992–1994        | kuna           |
| Sudan                                                                                               | dinar sudański            | SDD                                                                                   | 1992–2007        | funt sudański  |
| Królestwo Jugosławii Socjalistyczna Federacyjna Republika Jugosławii Federalna Republika Jugosławii | dinar jugosłowiański      | YUD (1965–1989) YUN (1990–1992) YUR (1992–1993) YUO (1993) YUG (1994) YUM (1994–2003) | 1918–2003        | nd.            |

W 774 roku anglosaski król Offa wybił kopie abbasydzkich dinarów kalifa Al-Mansura z napisem OFFA REX (król Offa) umieszczonym w centrum rewersu. Mincerz wybijający monety prawdopodobnie nie znał arabskiego, gdyż arabski tekst zawiera wiele błędów. Monety te wypuszczano prawdopodobnie dla wykorzystania ich w handlu w muzułmańskiej Hiszpanii.